# يوهانيس تغوي
يوهانيس تغوي (بالإندونيسية: Yohanis Tjoe)‏ (19 يوليو 1985 ببابوا في إندونيسيا - ) هو لاعب كرة قدم إندونيسي في مركز الدفاع. شارك مع منتخب إندونيسيا لكرة القدم. أما مع النوادي، فقد لعب مع برسيبورا جايابورا وبي إس إم إس ميدان وPro Duta F.C. ‏.

## وصلات خارجية
- يوهانيس تغوي على موقع قاعدة بيانات كرة القدم.إي يو (الإنجليزية)
- يوهانيس تغوي على موقع Soccerway.com (الإنجليزية)